# Солнечнодольск
Солнечнодольск — посёлок городского типа в Изобильненском районе (городском округе) Ставропольского края Российской Федерации.

## Варианты названия
- Новотроицкий Гидроузел[3]

## Символика
Герб городского поселения посёлок Солнечнодольск представлял собой щит, в червлёном поле которого над серебряной выгнутой окраиной изображено золотое солнце.
Флаг — полотнище красного цвета с белой полосой по нижнему краю 1/4 ширины флага. В почётной части полотнища помещено изображение главной гербовой фигуры — золотое солнце.
Герб и флаг городского поселения разработаны художником-геральдистом И. Л. Проститовым, и утверждены решением Солнечнодольского поселкового Совета депутатов 15 января 2004 года № 198. Герб внесён в Государственный геральдический регистр под номером 2514, флаг — под номером 2515.

## Географическое положение

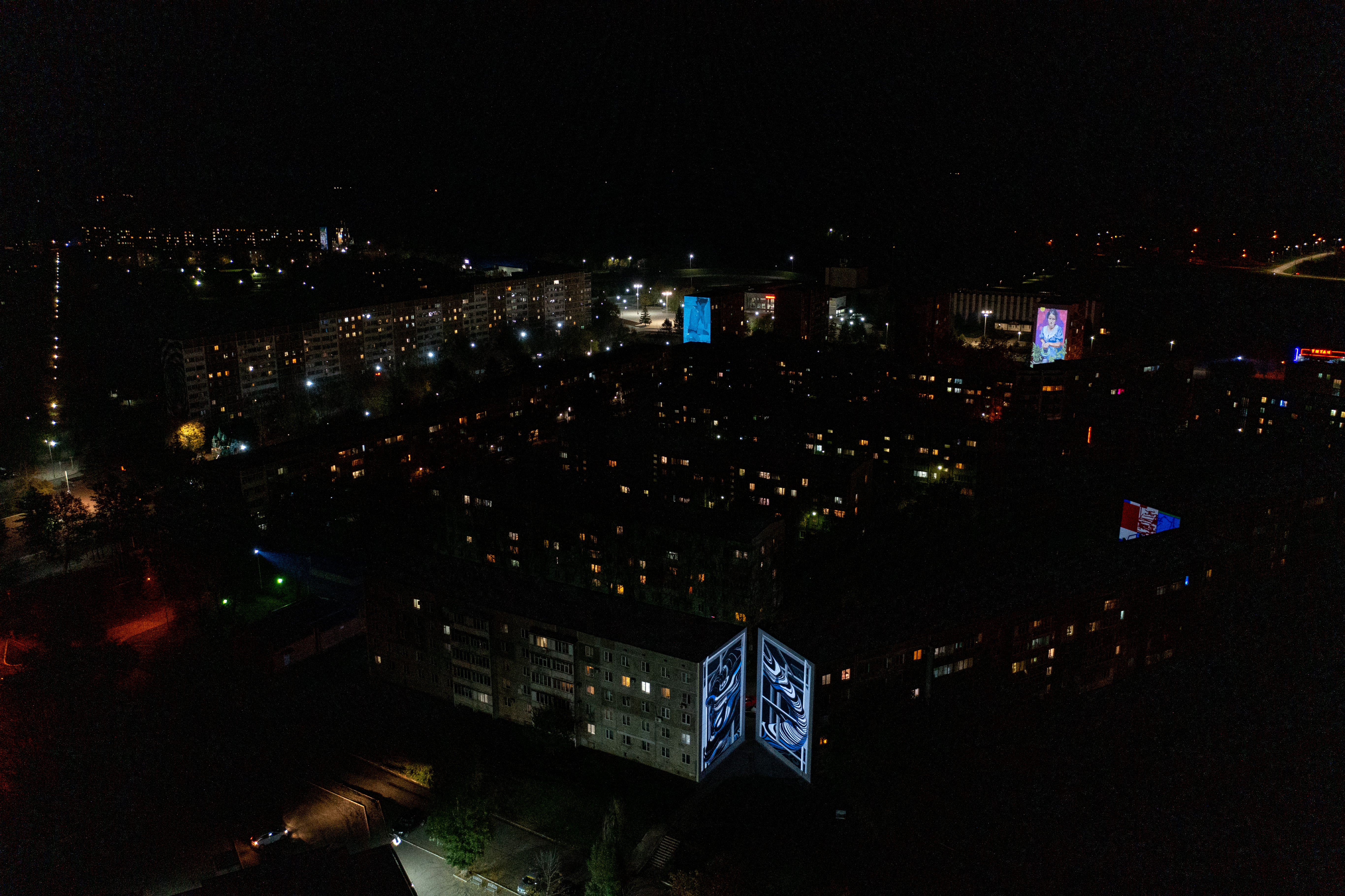
Солнечнодольск ночью, муралы, созданные в 2020-2021 гг. с подсветкой, фестиваль «Культурный код» (Urban Morphogenesis)

Расположен в 16 км от железнодорожной станции Передовая (на линии Кавказская — Палагиада), на западном берегу Новотроицкого водохранилища, в 28 километрах от районного центра — города Изобильного Ставропольского края.
Расстояние до краевого центра: 47 км.

## История
В 1971 году, на берегу Новотроицкого водохранилища началось строительство крупнейшей на Северном Кавказе Ставропольской ГРЭС. Параллельно велось строительство посёлка энергетиков при ГРЭС, получившего затем название Солнечнодольск.
Датой образования Солнечнодольска считается 6 сентября 1973 года. День посёлка отмечается 4 июня. В марте 1973 года был сдан первый жилой дом, в 1974 году заселено 12 многоэтажек. Сегодня жилищный фонд посёлка составляет 55 многоэтажных жилых домов, 155 частных домовладений сданы в эксплуатацию и 945 находятся в стадии строительства.
В январе 1974 года сдана в эксплуатацию средняя школа № 16 проектной мощностью 1176 мест. 1 июля 1974 года введён в эксплуатацию детский сад № 23 «Чебурашка» на 220 мест. В 1977 году открыт детский сад № 36 «Светлячок», в 1978 году закончено строительство детского сада «Буратино» на 220 мест. 1 августа 1974 года художественная школа сделала первый набор учеников.
В 1974 году был образован Солнечнодольский поселковый Совет депутатов трудящихся и исполком Солнечнодольского поселкового Совета депутатов трудящихся. 10 февраля 1974 года прошли первые выборы депутатов Солнечнодольского поселкового Совета депутатов трудящихся, председателя исполкома и секретаря исполкома. Структура Солнечнодольского поселкового Совета депутатов трудящихся в то время была такова: 75 депутатов во главе с неосвобожденным председателем, которые избирались сроком на 5 лет. На заседании депутатского корпуса, из числа депутатов избирался председатель и секретарь исполкома. В структуру Совета входили также 9 постоянных комиссий, сформированных из состава депутатов. Первым председателем исполкома поселкового Совета депутатов трудящихся в феврале 1974 года был избран Иван Васильевич Смелкин.

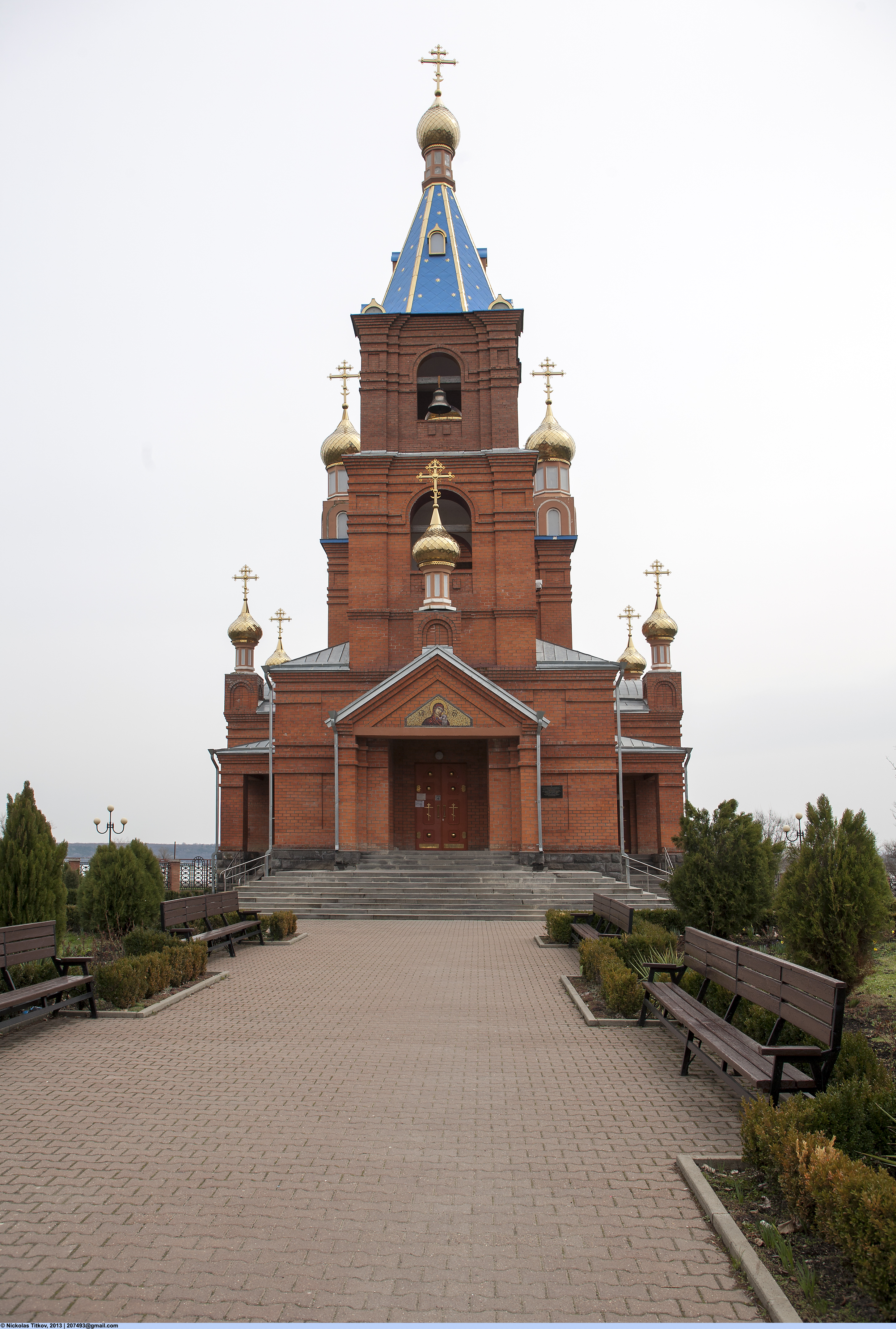
Храм Казанской иконы Божией Матери

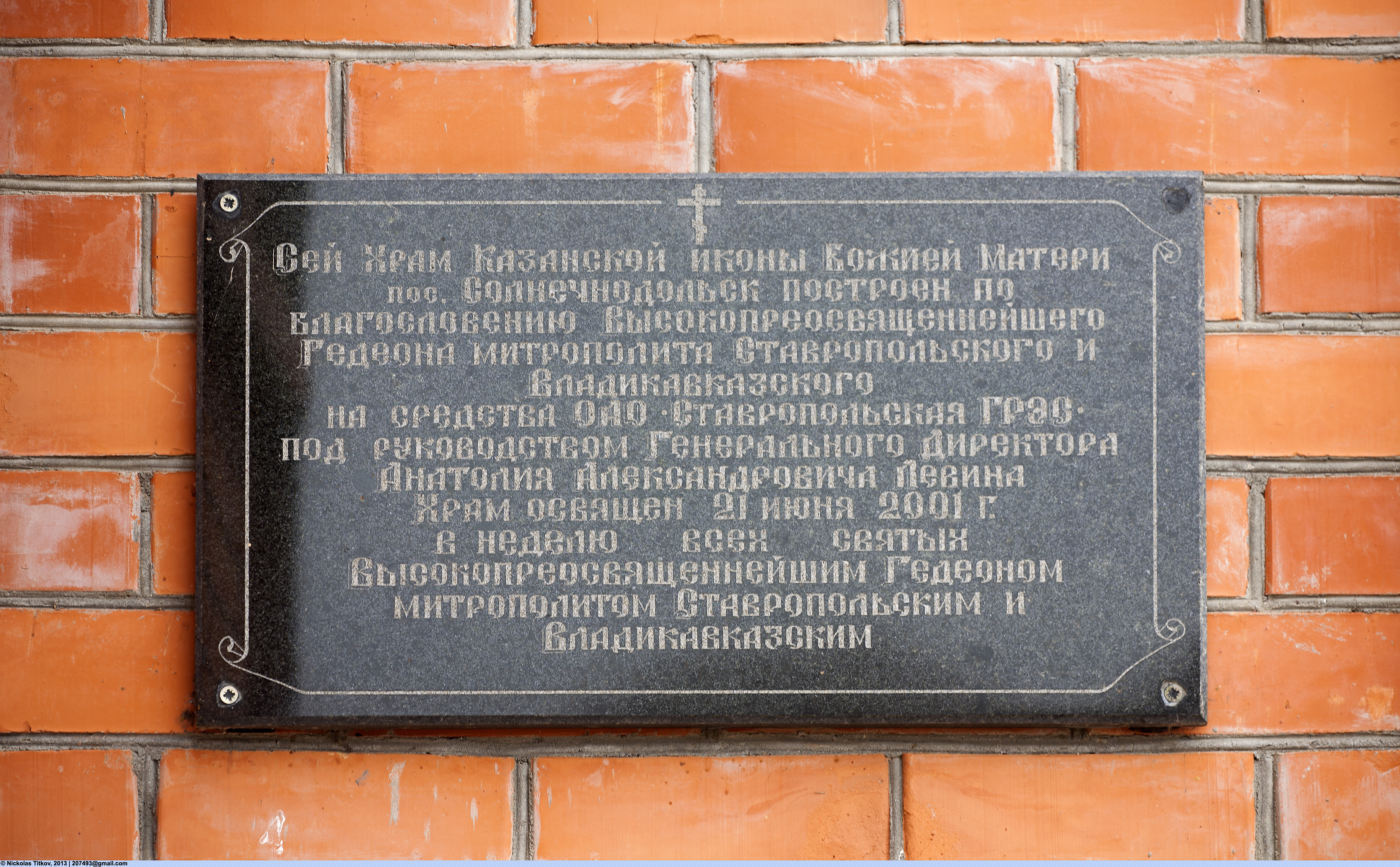
Табличка на стене храма

30 октября 1977 года основана Солнечнодольская районная больница на 200 коек с поликлиникой на 500 посещений в сутки.
26 апреля 1980 года сдан в эксплуатацию санаторий-профилакторий «Чайка» на 100 мест. 9 августа 1980 года открыт детский сад № 41 «Колокольчик». 1 сентября 1982 года открыта средняя школа № 17.
В 1986 году сдан в эксплуатацию Дворец Культуры «Современник».
В 1987 году на берегу Новотроицкого водохранилища сооружён мемориал «Жертвам фашизма».
Солнечнодольский поселковый Совет депутатов двадцать первого созыва (с 14 марта 1990 года) состоял из 15 депутатов во главе с освобождённым председателем Владимиром Васильевичем Сукненко.
1 января 1992 года исполком Солнечнодольского поселкового Совета народных депутатов был преобразован в администрацию посёлка Солнечнодольска, в штате которого насчитывалось 12 человек. Первым главой администрации посёлка Солнечнодольск стал Геннадий Васильевич Кузнецов, которого сменила на этом посту в октябре 1992 года Вевея Григорьевна Лудищева, руководившая администрацией посёлка до 7 октября 2006 года.
В апреле 1997 года был избран Солнечнодольский поселковый Совет депутатов первого созыва, состоявший из 9 депутатов. Председательствующим Совета депутатов являлся глава посёлка Солнечнодольск.
В 1997 году введён в эксплуатацию спортивный комплекс, который включает стадион, футбольное поле, беговые дорожки, площадки для тенниса, волейбола, баскетбола (МУ «Спорткомплекс»).
В апреле 2001 года вновь избран депутатский корпус с таким же составом и структурой. В структуре Совета депутатов работали три постоянных комиссии: мандатная комиссия; комиссия по вопросам здравоохранения, образования, культуры, спорта и правопорядка; комиссия по вопросам бюджета, экономики и управления муниципальной собственностью.
В 2002 году построен Храм Казанской иконы Божией Матери.
В 2006 году на базе детского сада «Буратино» был организован детский дом «Солнышко-4» на 60 мест, в котором в настоящее время живут и воспитываются 60 детей.
На территории посёлка Солнечнодольск работают школа искусств и художественная школа, на базе муниципальных учреждений «Центр культуры и досуга» и «Спорткомплекс» функционируют 8 спортивных секций и 32 кружка по интересам.
C 2004 года до 1 мая 2017 года образовывал городское поселение посёлок Солнечнодольск как его единственный населённый пункт в составе Изобильненского муниципального района, преобразованного путём объединения всех упразднённых поселений в Изобильненский городской округ.

## Население
| 1979    | 1989    | 2002    | 2009    | 2010    | 2011    | 2012    |
| ------- | ------- | ------- | ------- | ------- | ------- | ------- |
| 10 238  | ↗11 118 | ↗12 929 | ↘12 267 | ↘12 137 | ↘12 131 | ↘12 005 |
| 2013    | 2014    | 2015    | 2016    | 2017    | 2018    | 2019    |
| ↘12 003 | ↘11 766 | ↘11 669 | ↗11 710 | ↘11 675 | ↗11 707 | ↘11 653 |
| 2020    | 2021    | 2023    | 2024    | 2025    |         |         |
| ↘11 652 | ↗13 234 | ↘13 068 | ↘13 013 | ↘12 923 |         |         |

Национальный состав
По итогам переписи населения 2010 года на территории посёлка проживали следующие национальности (национальности менее 1 %, см. в сноске к строке «Другие»):
| Национальность | Численность | Процент |
| -------------- | ----------- | ------- |
| Русские        | 11 362      | 93,61   |
| Украинцы       | 262         | 2,16    |
| Другие         | 513         | 4,23    |
| Итого          | 12 137      | 100,00  |

## Инфраструктура
- Спорткомплекс
- 25 пожарная часть федеральной противопожарной службы
- В 5 км к северу от посёлка расположено общественное открытое кладбище площадью 57 500 м²[31]

## Транспорт
Через посёлок по улицам Энергетиков, Парковая и Шоссейная проходит региональная автодорога 07К-038 "Новотроицкая — Сенгилеевское"
Автостанция обслуживает рейсы на Изобильный и Ставрополь. Есть внутрипосёлковые маршрутные такси.

## Образование и культура
- Детский сад № 23 «Чебурашка»
- Детский сад № 36 «Светлячок»
- Детский сад № 41 «Колокольчик». Открыт 9 мая 1980 года[32]
- Средняя общеобразовательная школа № 16
- Средняя общеобразовательная школа № 17
- Детская художественная школа
- Детская школа искусств. Открыта 10 июня 1972 года как детская музыкальная школа[33]
- Детский дом (смешанный) № 4 «Солнышко»
- Дворец культуры и спорта «Современник»

## Экономика
Основную экономическую деятельность в посёлке Солнечнодольск осуществляют предприятия:
- филиал ПАО «ОГК-2» — Ставропольская ГРЭС, установленная мощность — 2400 МВт. На водозаборном водохранилище ГРЭС действует малая Новотроицкая ГЭС годовой выработкой около 15 млн кВт·ч.
- Завод «Волна», выпускающий комплектующие для автомобильной промышленности. Открыт 19 мая 1979 года[34]
- Солнечнодольский филиал ООО «ТЭР», производящий ремонт электрооборудования
- Теплично-овощной комплекс «Солнечный дар»
- Управляющая рынком компания «Рендер»
- Предприятие жилищно-коммунального хозяйства
- Предприятие «Ремстройсервис»
- Автосервис «Мастер»
- Предприятие «Кубань»
- Концерн «Технолог»
- ИП «Люкшина».
- Пожарная часть № 25
- Предприятие «Изобильненский межрайводоканал»
- Санаторий-профилакторий «Чайка»
- Гостиница «Волна»
- Солнечнодольская служба газа
- Изобильненский почтамт
- Солнечнодольская автостанция
- Солнечнодольская районная больница
- Филиал Сбербанка России
- Дополнительный офис «Ставропольпромстройбанк»
- Предприятие «Ростелеком»
- Предприятие «Юг-1»
- Предприятие «РэдТелеком»
- Предприятия бытового обслуживания
- Завод по калибровке семян кукурузы ООО «Долина семян»

Туризм
Одной из сфер экономики посёлка является туризм. На берегу Новотроицкого водохранилища расположено 32 базы отдыха, яхтклуб, санаторий-профилакторий «Чайка», гостиница «Волна», куда регулярно приезжают на отдых жители Ставропольского края.

## Спорт
- Стадион «Энергетик». Является домашним для футбольного клуба «Солнечнодольск», играющего в Открытом первенстве Изобильненского района.
- Специализированный зал тяжёлой атлетики «Олимпийский»

## Памятники
- Мемориал «Жертвам фашизма»
- Памятник «Ленин с детьми»
- Памятник ветеранам боевых действий (2021)[35].